# Xenotilapia ochrogenys
Espèce
Statut de conservation UICN

 LC  : Préoccupation mineure
Xenotilapia ochrogenys est une espèce de poissons d'eau douce de la famille des Cichlidae endémique du lac Tanganyika en Afrique.

## Description
Xenotilapia ochrogenys peut mesurer jusqu'à 110 mm de longueur totale.

## Aquariophilie

### Variétés géographiques
Un grand nombre de variétés géographiques sont connues (liste non exhaustive) :
- Xenotilapia sp. ochrogenys "mzuri" est capturé dans la région de Maswa/Lubengela jusqu'à Kantalamba[2].

Le nom « Mzuri » n'est pas une localité. En "kiswahili" ("swahili") c'est une personne d’une beauté rare, à bon cœur, qui fait toujours bien les choses.

### Comportement
Ce cichlidae est grégaire et se déplace en banc dans son milieu naturel. En aquarium il est donc indispensable de le maintenir en petit groupe de minimum 5-6 individus.

### Reproduction
C'est une incubation buccale par les deux parents.

## Systématique
Le nom valide complet (avec auteur) de ce taxon est Xenotilapia ochrogenys (Boulenger, 1914).
L'espèce a été initialement classée dans le genre Enantiopus sous le protonyme Enantiopus ochrogenys Boulenger, 1914,.
Xenotilapia ochrogenys a pour synonymes :
- Enantiopus ochrogenys Boulenger, 1914
- Stappersetta singularis (Boulenger, 1914)
- Stappersia singularis Boulenger, 1914

### Étymologie
Son épithète spécifique, dérive de la combinaison en grec ancien de ὠχρός (ôkhrós), « ocre, jaune pâle », et ένειον (géneion), « Menton (ensemble lèvres, menton et joue) », et fait référence au menton et aux lèvres brillants que présentent certains mâles, ce qui était le cas pour les deux individus étudiés par Boulenger.

### Publication originale
- G. A. Boulenger, « Mission Stappers au Tanganyika-Moero. Diagnoses de poissons nouveaux. I. Acanthoptérygiens, Opisthomes, Cyprinodontes », Revue zoologique africaine, Bruxelles, vol. 3, no 3,‎ 25 mai 1914, p. 442-447 (lire en ligne).